# Фрама
Фрама (на гръцки: Φράμα) е село в Егейска Македония, Гърция, в дем Касандра в административна област Централна Македония. Фрама е разположено на западния бряг на полуостров Касандра - най-западният ръкав на Халкидическия полуостров, на километър югоизточно от Неа Скиони. Има население от 21 души (2001).